# 모눈종이

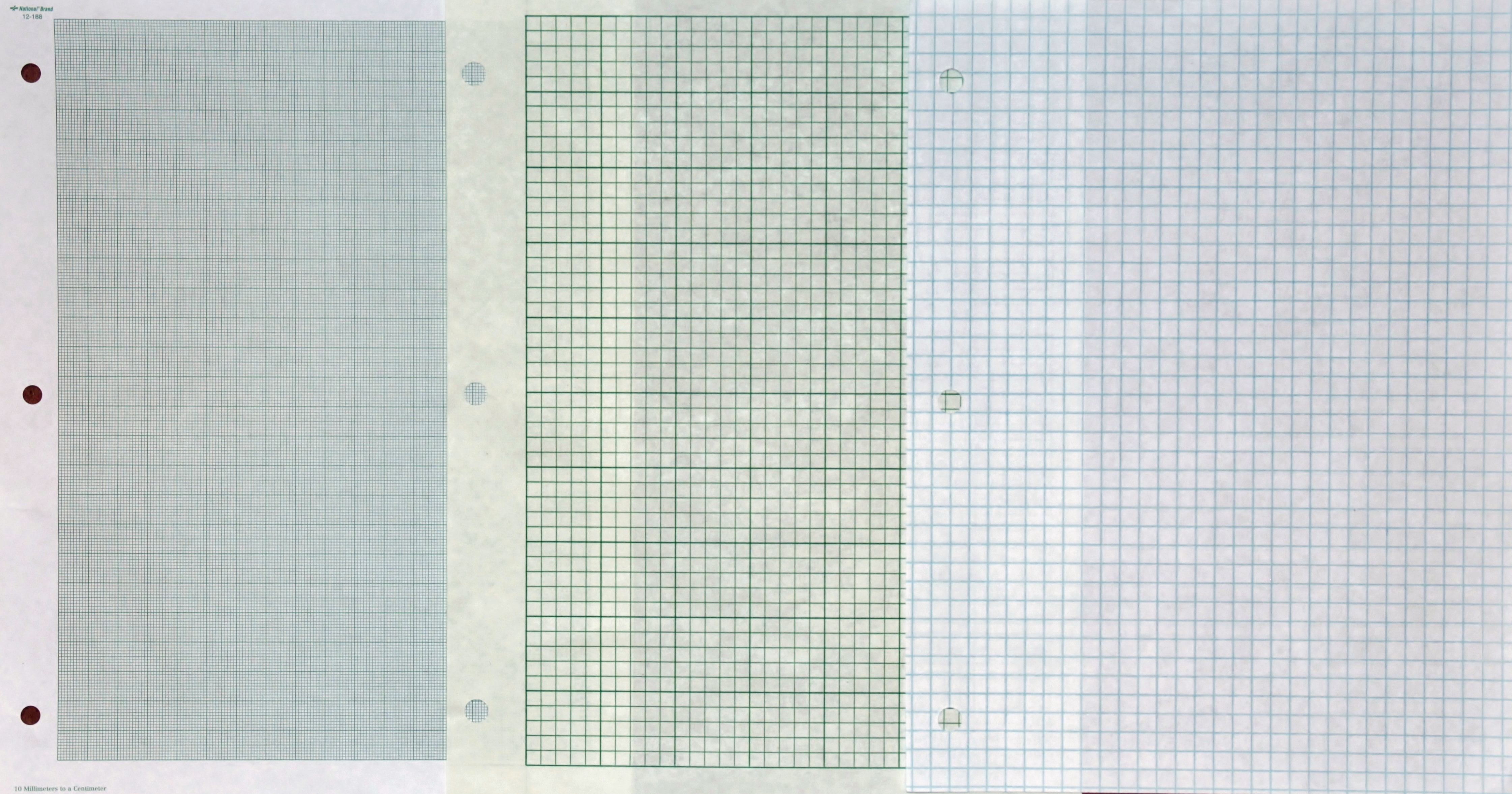
세 가지 스타일의 낱장 모눈종이: 센티미터당 10칸("밀리미터 용지"), 인치당 5칸("공학 용지"), 인치당 4칸("쿼드 용지")

모눈종이(영어: Graph paper), 좌표 용지(coordinate paper), 격자 용지(grid paper) 또는 눈금 용지(squared paper)는 가는 선으로 정규 격자를 이루도록 인쇄된 종이이다. 낱장 종이로 사용하거나 공책 또는 그래프 책에 묶인 형태로 구할 수 있다.
이것은 일반적으로 수학 및 공학 교육 환경, 연습장 및 연구노트에서 발견된다.
선들은 종종 수학적 기호, 함수나 실험 데이터를 그리는 데, 그리고 곡선을 그리는 데 사용된다.

## 역사
메트로폴리탄 미술관은 약 1596년경으로 거슬러 올라가는 무늬책을 소유하고 있으며, 각 페이지에는 목판 인쇄로 인쇄된 격자가 있다. 소유자는 이 격자를 사용하여 흑백 및 컬러로 블록 그림을 만들었다.
최초로 상업적으로 출판된 "좌표 용지"는 일반적으로 영국 출신의 닥터 벅스턴(Dr. Buxton)에게 귀속되는데, 그는 1794년에 직사각형 좌표 격자가 인쇄된 종이에 특허를 받았다. 한 세기 후, 시카고 대학교의 저명한 수학자 E. H. 무어(E. H. Moore)는 고등학생과 대학생들이 "눈금선"이 있는 종이나 연습장을 사용할 것을 권장했다. H. S. 홀(H. S. Hall)과 S. R. 나이트(S. R. Knight)의 1906년판 《초급 대수학》(Algebra for Beginners)에는 "눈금 용지는 좋은 품질이어야 하며 인치 및 10분의 1인치 단위로 정확하게 선이 그어져야 한다. 경험상 '밀리미터' 용지처럼 더 작은 스케일은 초보자의 손에는 사실상 가치가 없다"는 강력한 언급이 포함되어 있다.
"그래프 용지"라는 용어는 미국에서 빠르게 퍼지지 않았다. H. S. 홀과 F. H. 스티븐스(F. H. Stevens)의 1919년작 《학교 산수》(A School Arithmetic)에는 "눈금 용지"를 사용한 그래프에 대한 장이 있었다. W. A. 윌슨(W. A. Wilson)과 J. A. 트레이시(J. A. Tracey)의 1937년작 《해석 기하학》(Analytic Geometry)에서는 "좌표 용지"라는 문구를 사용했다. "눈금 용지"라는 용어는 영국에서 더 오래 사용되었는데, 예를 들어 W. M. 베이커(W. M. Baker)와 A. A. 본(A. A. Bourne)이 런던에서 출판한 2023년판 《공립 학교 산수》(Public School Arithmetic)에서 사용되었다.

## 형식
- 쿼드 용지는 프랑스어 quadrillé, '큰 사각형'에서 유래한 쿼드릴 용지라고도 불리는데,[5] 연한 파란색이나 회색으로 인쇄된 성긴 격자가 종이 가장자리까지 있는 일반적인 형태의 모눈종이다. 미국과 캐나다에서는 너무 많은 세부 사항이 필요하지 않은 작업에 인치당 2칸, 4칸 또는 5칸이 있는 경우가 많다. 유럽에서는 보통 5 밀리미터 x 5 밀리미터 칸이 있다. 이것은 수학 연습장과 연구노트에 사용된다.
- 점선 격자 용지는 격자선 대신 교차점에 점을 사용한다. 불렛 저널에 자주 사용된다.
- 공학 용지 또는 공학 패드는[6] 전통적으로 연한 녹색 또는 황갈색의 반투명 종이에 인쇄된다. 인치당 4, 5 또는 10칸이 있을 수 있다. 격자선은 각 페이지 뒷면에 인쇄되어 앞면에 희미하게 비친다. 각 페이지에는 인쇄되지 않은 여백이 있다. 복사하거나 스캔할 때, 격자선은 일반적으로 결과물에 나타나지 않아 작업이 깔끔하고 정돈된 모습으로 보인다. 미국과 캐나다에서는 일부 공학 교수들이 학생들의 숙제를 공학 용지에 작성하도록 요구한다.[6][7]
- 밀리미터 용지는 센티미터당 10칸이며 제도에 사용된다.
- 육각형 용지는 사각형 대신 정육각형을 보여준다. 이는 기하학적 타일 또는 테셀레이션 디자인을 매핑하는 등 다양한 용도로 사용될 수 있다.
- 등측 투영 용지 또는 3D 모눈종이는 작은 삼각형으로 이루어진 60° 격자를 형성하는 세 줄의 안내선을 사용하는 삼각형 모눈종이이다. 삼각형은 여섯 개씩 묶여 육각형을 이룬다. 이름에서 알 수 있듯이 등축 투영도 또는 유사 3차원 보기를 그리는 데 사용된다. 다른 기능 외에도 삼각점 자수 디자인에 사용될 수 있다. 각도를 정확하게 그리는 데 사용할 수 있다.
- 로그 용지는 로그 눈금에 해당하는 다양한 너비의 사각형이 그려져 있어 반대수 플롯 또는 로그-로그 플롯에 사용된다.
- 정규 확률 용지는 다양한 너비의 사각형이 있는 또 다른 모눈종이다. "정규 분포 함수의 그래프가 직선으로 표시되도록" 설계되었으며, 즉 정규 확률 플롯에 사용될 수 있다.[8]
- 극좌표 용지는 동심원이 작은 호 또는 '파이 조각'으로 나뉘어 있어 극좌표에서 플로팅이 가능하다.
- 삼원 (삼각형) 모눈종이는 정삼각형으로 되어 있으며, 각 변에 보통 10개 이상의 분할이 있는 작은 정삼각형으로 나뉘어 있다. 이는 세 가지 구성 요소 또는 세 가지 차원이 있는 시스템에서 구성 백분율을 플로팅하는 데 사용된다. (삼원도 참조)

일반적으로 격자를 표시하는 그래프는 사각형을 데카르트 좌표계에 측정값을 매핑하는 데 사용할 수 있기 때문에 데카르트 그래프라고도 불린다.

## 예시

일반 모눈종이
로그-로그 모눈종이
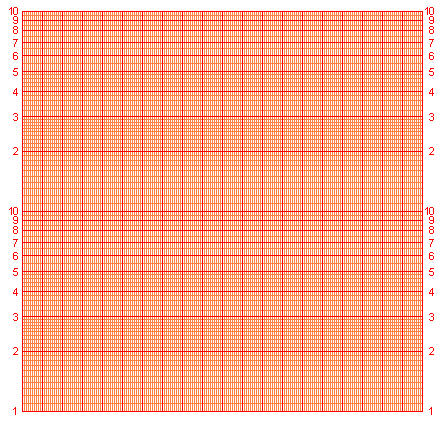
반대수 모눈종이
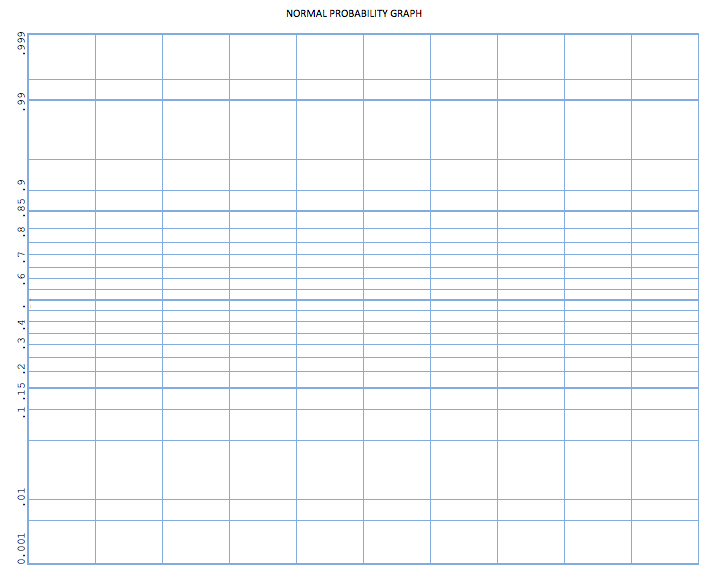
정규 확률 용지

등각 투영 모눈종이
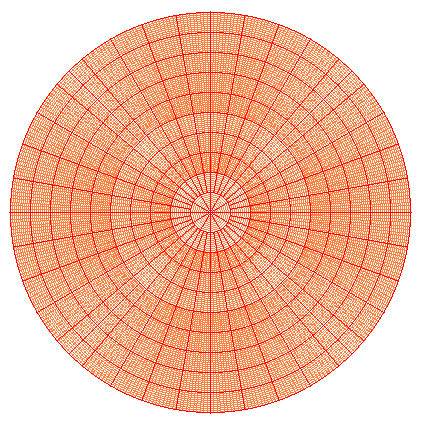
극좌표 용지
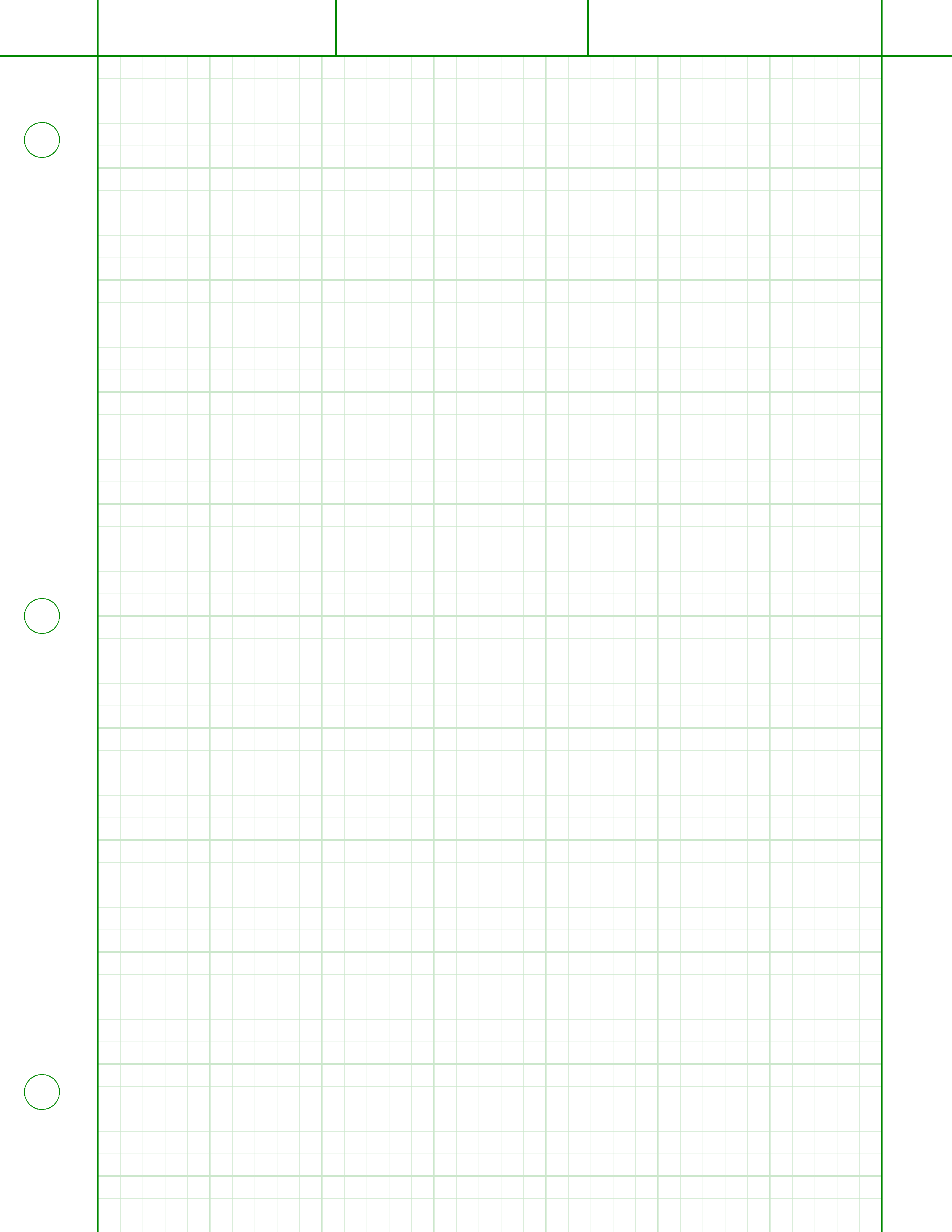
공학 용지
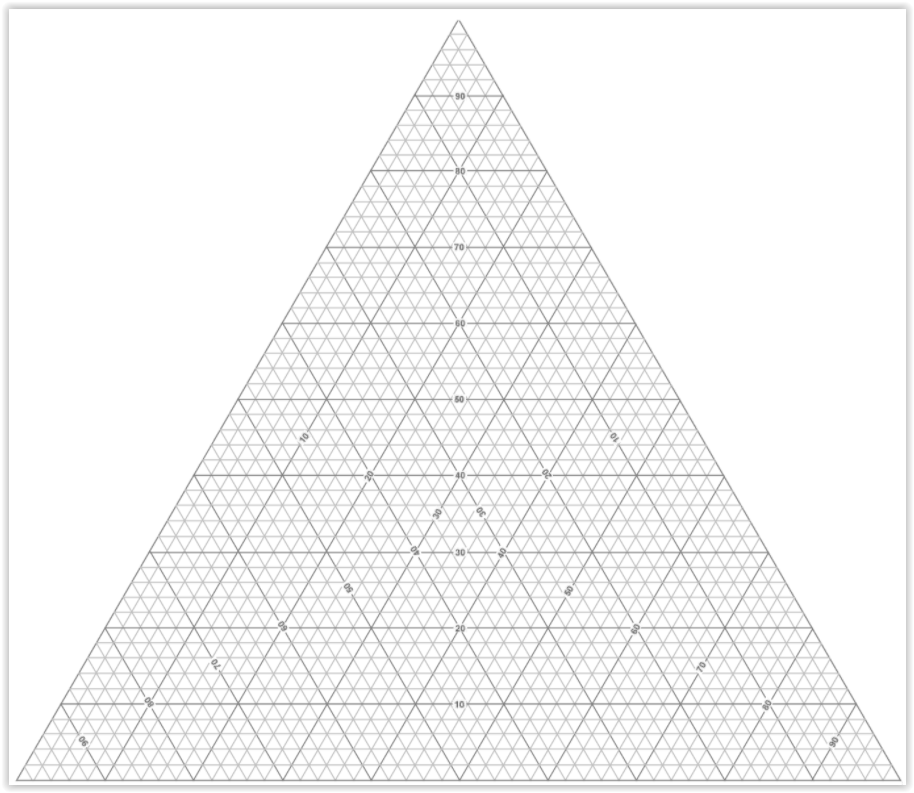
삼원 모눈종이

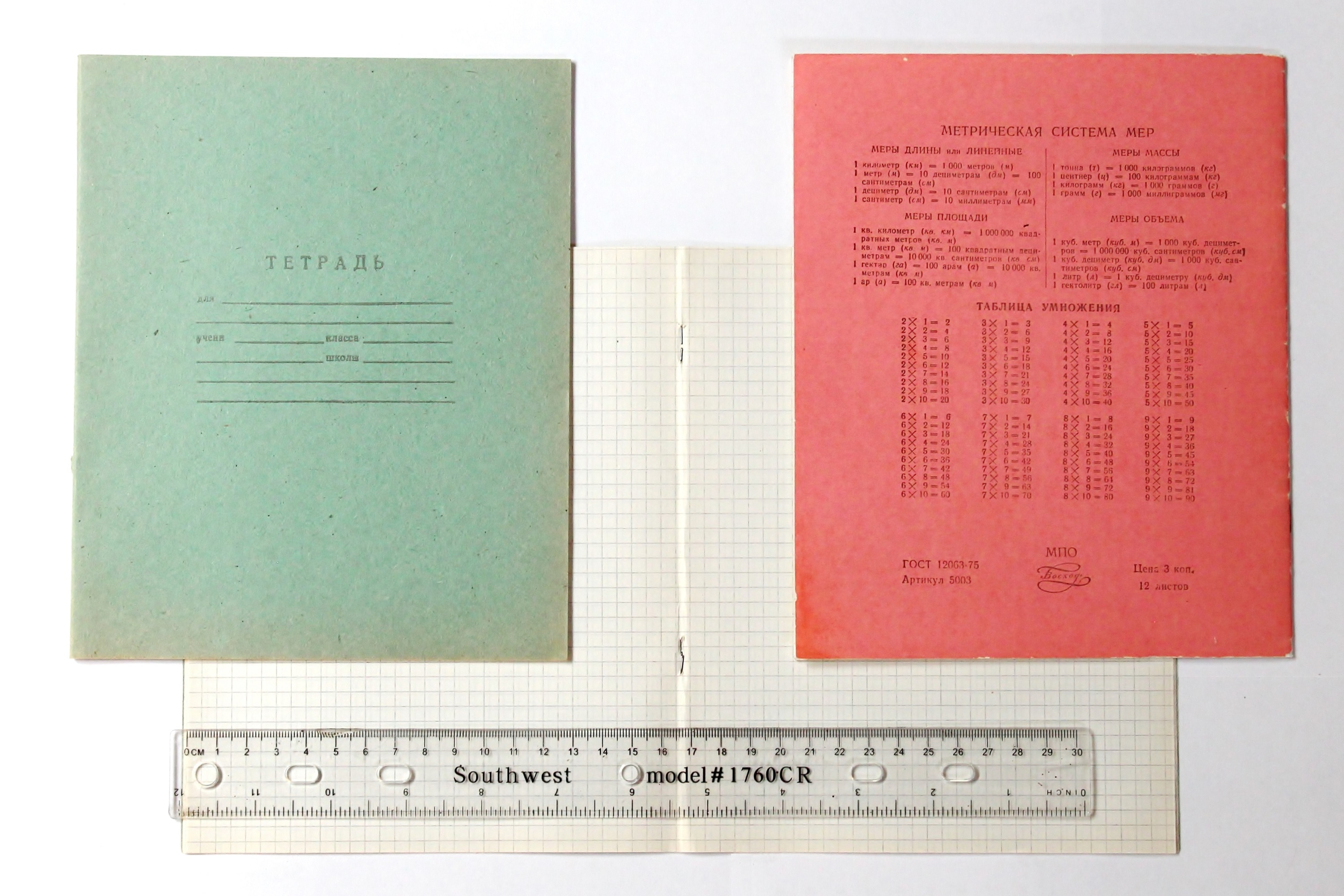
러시아 학교에서 사용되는 눈금 연습장 (12매 및 18매)
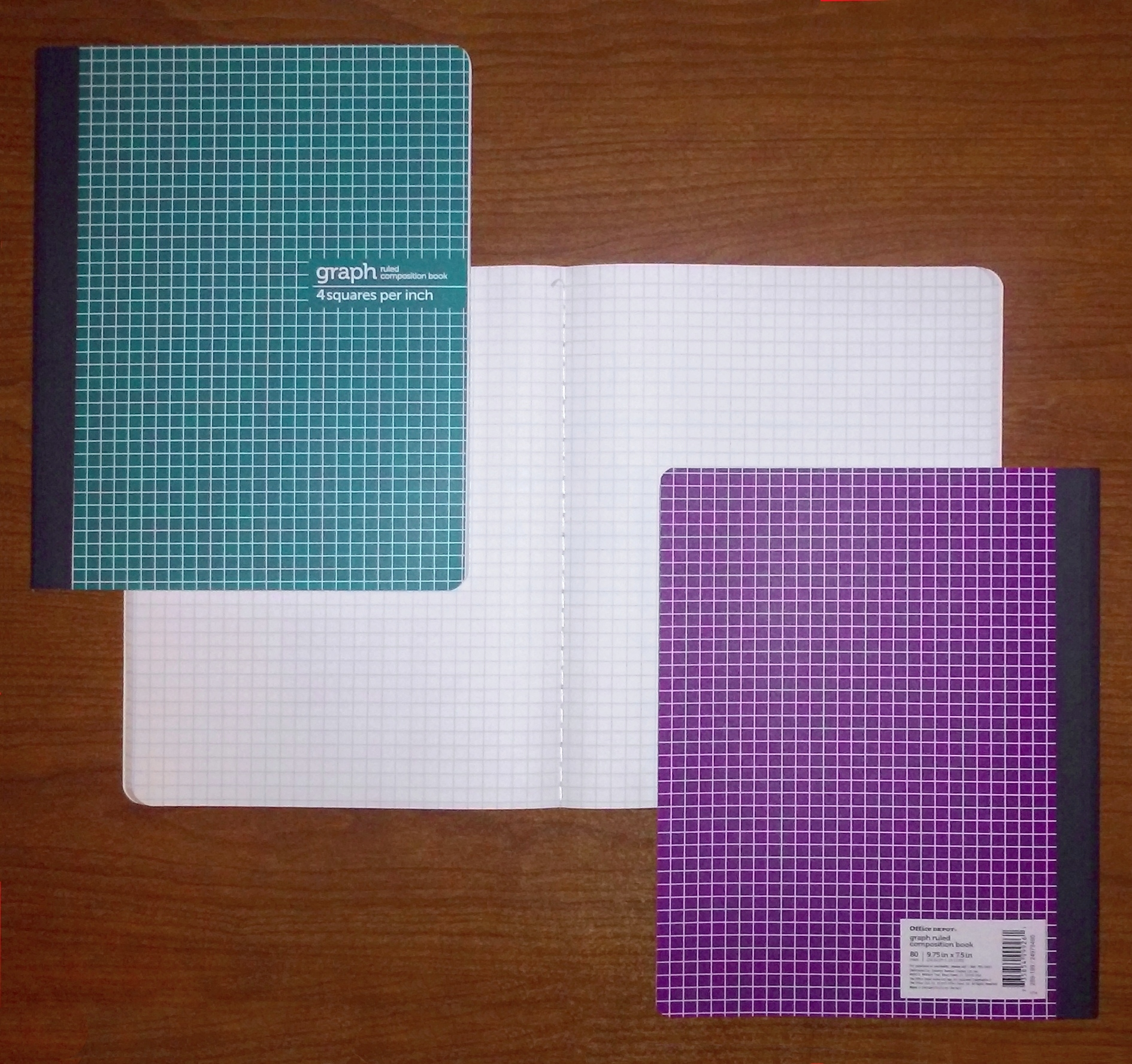
미국에서 사용되는 그래프 구성 공책 (80매)
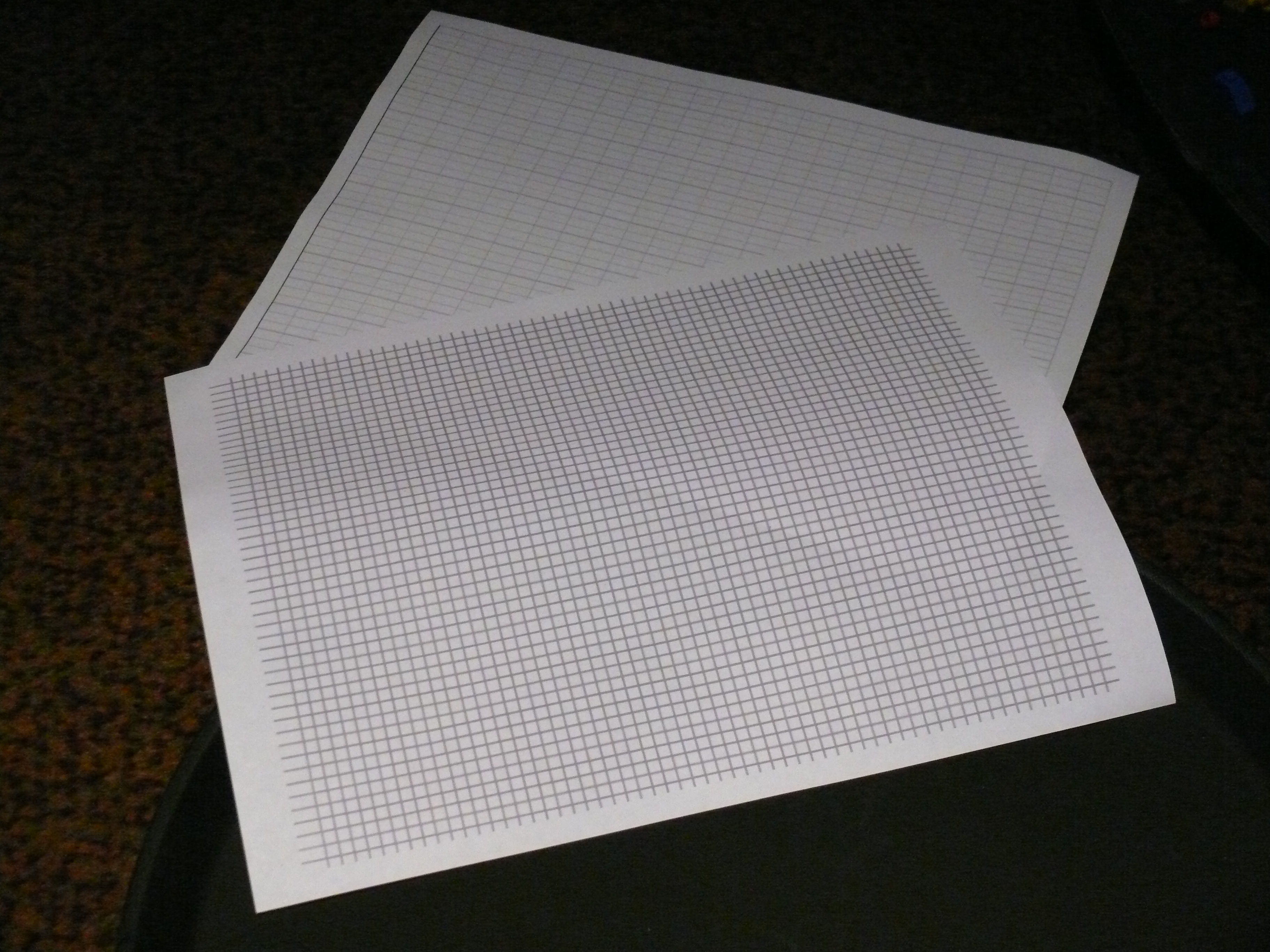
두 가지 스타일의 낱장 모눈종이

## 같이 보기
- 줄이 그어진 종이
- 시험지